# Bombyx fuscata
Bombyx fuscata är en fjärilsart som beskrevs av Victor Ivanovitsch Motschulsky. Bombyx fuscata ingår i släktet Bombyx och familjen silkesspinnare. Inga underarter finns listade i Catalogue of Life.